# Казімеж Понятовський
Казімєж Понятовський гербу Цьолек (при народжені ім'я Казимир-Якуб; пол. Kazimierz Poniatowski herbu Ciołek; 15 серпня 1721, Клевань — 13 квітня 1800, Варшава) — польський, український шляхтич, князь (з 1764), державний та військовий діяч Речі Посполитої, дипломат, бібліофіл та колекціонер. Генерал-лейтенант коронного війська (1752), підкоморій надворний коронний (1742—1773), комендант кінної коронної гвардії (1761—1773). Брат останнього короля Речі Посполитої Станіслава II Августа, діяч «Фамілії».

## Життєпис
Народився 15 серпня 1721 р. у Клевані в шляхетській родині Станіслава Понятовського та його другої дружини — княжни Констанції Чорторийської. Завдяки походженню своєї матері увійшов до найпотужнішої польсько-литовської політичної сили — княжого роду магнатів Чорторийських, або як ще називали їх партію — «Фамілія».
Навчався під керівництвом улюбленця батька Яцека Оґродзького (від 1739 р. мав з ним подорож до Голандії, Німеччини, закінчилась у вересні 1740 р. в Дрездені). Писав з компрометуючими орфографічними помилками польською, французькою. З осені 1741 р. був у саксонському війську. Щонайпізніше в листопаді 1741 р. став старостою любельським (староство передав батько). В 1742 отримав посаду підкоморія надворного коронного. Став відомим широкому загалу після конфлікту зі своїм політичним противником Адамом Тарлом (1744) (однією з причин конфлікту стала коханка Адама Тарла — Анна Любомирська). На балу в маршалка великого коронного Францішка Бєлінського між ними відбувся поєдинок, на якому Адам Тарло вбив коня під Понятовським та змусив останнього капітулювати. Однак, під тиском своєї матері, Понятовський через деякий час зажадав повторного поєдинку. 16 березня 1744 в Варшаві на Маримонті (район Варшави) між ними відбувся повторний поєдинок (дуель). В присутності натовпу озброєних прихильників «Фамілії», воєвода любельський Адам Тарло загинув, однак, достеменно відомо, що загинув він не від руки Понятовського, а був заколотий саксонським майором Корфом (нім. Korff), що був на службі в «Фамілії». Це викликало обурення серед малопольської шляхти і мало не дійшло до внутрішньої війни в державі.
Був послом від ружанської землі на сейм 1746 року, від закрочимської землі — на сейм 1748 року. Не відзначився відвагою Понятовський також в 1749 році, коли його було обрано маршалком Головного Коронного Трибуналу в Пйотркові, а його противники почали погрожувати йому шаблями. 23 травня 1751 р. «з найбільшою в світі радістю» повідомив Яна Клеменса Браницького про смерть великого коронного гетьмана Юзефа Потоцького. Відступив Любельське староство швагрові Яну Замойскому, 20 серпня 1750 р. отримав багате Сокальське староство (20000 злотих кварти) разом з війтівством Стоянівським. 1752 р. від батьків отримав Стрийське староство. У 1759 р. на 2 роки осів у Сокалі, наглядав за власними стадами коней (давали 2000 дукатів річного прибутку). 18 серпня 1764 р. був поділений спадок батька; отримав кілька сіл у Руському воєводстві (в тому числі Которини зі скляною гутою в Жидачівському повіті), палац у Варшаві при Краківському передмісті (пізніше названий палацом Потоцьких, біля костелу візиток), двір на Галицькому передмісті Львова.
Був членом конфедерації Чорторийських (1764 р.) та послом на конвокаційному сеймі 1762 року (на якому члени «Фамілії» підготували ґрунт для проголошення королем його брата, Станіслава Августа Понятовського) від белзького воєводства. В цьому ж році підписав елекцію (вибір) Станіслава II Августа Понятовського новим королем від белзького воєводства, від цього ж воєводства був послом на елекційний та коронаційний сейми. Після того, як його брата було проголошено королем, останній надав Казимирові Понятовському, з усім його потомством, князівський титул (1764 р.). Член Коронної Військової Комісії 1764 року.
В 1765 році для Генрієтти Люльєр, фаворитки свого брата-короля, купив за 39 тис. злотих землю у власність в краківському передмісті Варшави, на якій збудував двоповерхову кам'яницю. Незабаром ця будівля стала найпопулярнішим публічним місцем в столиці.
В 1766 був послом на Сейм Чаплича від белзького воєводства. В перші роки панування свого королівського брата намагався створити незалежну від Чорторийських королівську партію. Був членом радомської конфедерації 1767 року. 23 жовтня 1767 року увійшов до складу делегації Сейму, обраної під тиском російського посла в Варшаві князя Миколи Рєпніна, метою якої було розробити новий устрій Речі Посполитої. Прагнув отримати посаду великого гетьмана коронного, для чого запропонував проект реорганізації війська польського аутораменту на сеймі 1768 року. Навесні 1769, відділ барських конфедератів, очолюваний Юзефом Бєжинським, зробив невдалу спробу захопити замок у Старій Любовні, що був у руках Казимира Понятовського, через що той звернувся до австрійців ввести військо в спиське староство.
Після І-го поділу Речі Посполитої вийшов з політичного життя, в 1773 році продав посаду надворного коронного підкоморія та був позбавлений Стрийського та Списького староств австрійцями (цісар Йосиф II у 1774 р. компенсував цю втрату дожиттєвою річною пенсією в 6000 дукатів; отримав її через російське посередництво). Натомість повністю віддався забавам і гулянкам, отримавши від сучасників назву «найлюбіжнішого чоловіка» та «найбільшого нероби», котрий «потратив цілу частину життя, марнуючи час». В 1775 за те, що позичив казні Речі Посполитої 714 тис.злотих, отримав у власність староство шадовське в Жемайтії, оцінене в 6 мільйонів злотих.
У власній резиденції солецькій приймав графа Каліостро весною 1780 p., який тут заснував власну філію (т. зв. єгипетську) масонства.
1764 року став кавалером Ордену Білого Орла, в 1765 — Ордену Святого Станіслава.
Помер у Варшаві 13 квітня 1800 p.

## Сім'я
21 січня 1751 року одружився з Аполонією Устшицькою гербу Пшестжал (17.01.1736 — 1814), що недовго (1749—1751) була в шлюбі з князем Антонієм Любомирським (1718—1782) (була його першою дружиною). Її батьками були Базилій Устшицький (1715—1751), стольник перемиський і жидачівський, каштелян перемиський, польський посол в Туреччині, та його друга дружина — Катажина Зельонка. В шлюбі мали дітей:
- Станіслав Понятовський (23.11.1754, Варшава — 13.02.1833, Флоренція) — князь (з 1764), підскарбій великий литовський (1784—1791), шеф пішої коронної гвардії, староста стрийський. Від нього походить французька гілка роду — Понятовські, князі ді Монте Ротондо.
- Катажина Понятовська (1756—1773) — княжна, померла в юності, неодружена.
- Констанція Понятовська[pl] (02.03.1759 — 1830) — княжна, дружина (з 04.04.1775) графа Людвіка Скуміна-Тишкевича (бл.1748 — 1808), гетьмана польного литовського і маршалка великого литовського.